# Шаи-Шаи
Шаи-Шаи (порт. Xai-Xai) — город в Мозамбике, административный центр провинции Газа.

## История
Город был основан португальцами в начале 1900-х годов под названием Жуан-Белу, рядом с городом Лоуренсу-Маркиш (в настоящее время Мапуту). Жуан-Белу рос и развивался в качестве сельскохозяйственного и промышленного центра (основной продукцией были рис и кешью), здесь было развито банковское дело и медицина. 
После провозглашения независимости от Португалии в 1975 году, Вила-ди-Жуан-Белу был переименован в Шаи-Шаи. Город сильно пострадал от наводнения в 2000 году, некоторые здания погрузились на 3 метра под воду.

## Демография
Население города по годам:
| 1980   | 1997    | 2007    | 2010    |
| ------ | ------- | ------- | ------- |
| 63 949 | 103 251 | 116 343 | 119 726 |

## Галерея
- Пляж в Шаи-Шаи
- Городской Совет Шаи-Шаи
- Железнодорожний вокзал в Шаи-Шаи
- Продажа креветок на базаре в Шаи-Шаи